# Польско-данцигская граница
Польско-данцигская граница — государственная граница между Данцигом и Польской Республикой, существовавшая в 1920—1939 годах. Протяженность границы составляла — 139 км.

## История
Вольный город Данциг был образован 10 января 1920 года согласно 11-му разделу 3-й части Версальского договора 1919 года. На его территории находились собственно город Данциг и свыше 200 более мелких населённых пунктов бывшей Германской империи. В соответствии с решением Лиги Наций город не являлся частью ни Германии, ни Польши. Однако город не был независимым: он находился под протекторатом Лиги Наций и входил в таможенный союз с Польшей. Польша имела также особые права в городе. Большинство населения Данцига было немецким.
Границы Данцига были установлены п. 100 Версальского договора.

## Описание
Длина границы составляла 139 км.
На границе были установлены гранитные пограничные столбы с надписью «Traite de Versailles / 28 Juin 1919» и буквами «P» со стороны Польши, «FD» со стороны Данцига и «D» со стороны Германии. На столбы также были нанесены буквенные обозначения участков границы и номер столба.
Граница делилась на 7 участков от A до G, причём участки от A до E представляли данцигско-польскую границу, а участки F и G — данцигско-немецкую.
- Участок A: От Балтийского моря через Колибки/Steinfließ, река Свелина (Manzelbach), оливским лесом до пограничного пункта Сулмин/Ottomin.
- Участок B: От пограничного пункта Нестяпово/Löblau, между Борчем и Meidahnen, до Полянщиньского озера.
- Участок C: От Полянщина, западным берегом Ленкого озера, через точку между Strippau и Шатарпом до точки между Божим Полем и Postelau.
- Участок D: От точки между Божим Полем и Postelau, через Голамбевку/Mittel Golmkau, между Далвином и Sobbowitz, между Милобендзем и Kohlin, через Тчевские луга (Wiesenau) до Вислы (Weichsel).
- Участок E: От Тчевских лугов (Wiesenau) фарватером Вислы до Тчевских мостов, возле Liessau и далее фарватером Вислы до реки Ногат.

## Пограничные переходы
- Kolibki/Steinfließ
- Sulmin/Ottomin
- Gołębiewko/Mittel Golmkau
- Lasy Oliwskie/Forst Oliva
- Przebrno/Pröbbernau
- Weißenberg — место пересечения трёх границ (польской, немецкой и данцигской).